# Ez3kiel
Ez3kiel is een Franse muziekgroep die bestaat uit Joan Guillon, Matthieu Fays en Yann Nguema. Ze maken experimentele muziek en spelen uitenlopende genres.

## Discografie
- Equalize it (1998)
- Handle With Care (2001)
- Barb4ry (2003)
- Versus Tour Live 2004 (2005)
- Naphtaline (2007)
- Battlefield (2008)
- LUX (2014)